# Gradska knjižnica i čitaonica Pula
Gradska knjižnica i čitaonica Pula je javna ustanova koja obavlja knjižničnu i informacijsku djelatnost gradske knjižnice u Puli. Osnovana je 1957. godine. Obavlja poslove matične djelatnosti za narodne i školske knjižnice Istarske županije.
Gradska knjižnica i čitaonica svoje djelovanje započela je kao Općinska knjižnica i čitaonica 10. prosinca 1957. godine u prostorima na Giardinima. Nakon 47 godina djelovanja na istoj lokaciji i u istim prostorima na Giardinima, Gradska knjižnica i čitaonica Pula preselila se 2004. u moderno uređen i opremljen prostor zgrade bivše Tiskare. Na 1.876 četvornih metara otvorila je vrata novim sadržajima i bogatijim knjižničnim uslugama.

## Ogranci
- Dječja knjižnica nalazi se u sklopu GKČ Pula od 1970. godine nakon pripojenja. Ovaj ogranak osnovalo je 1957. godine Društvo Naša djeca.

- Knjižnica Veruda otvorena je 1977. godine u istoimenom naselju.

- Knjižnica Vodnjan pripojena je 1977. godine Gradskoj knjižnici

- Knjižnica Žminj u Čakavskoj kući u Žminju započela je s radom kao ogranak Gradske knjižnice i čitaonice Pula 2002. godine.

- Pokretna knjižnica Bibliobus započela je s radom 1978. godine obilazeći 45 stajališta bivše općine Pula. Zbog dotrajalosti vozila bibliobusna služba prestala je s radom 1989. godine.

- Multimedijalna čitaonica – MUČ otvorena je 31. srpnja 2003. godine i prestala s radom iduće zbog otvaranja nove Knjižnice.

## Službe
- Matična služba za talijanske knjižnice u Republici Hrvatskoj dodijeljena je Gradskoj knjižnici i čitaonici 1991. godine – danas Središnja knjižnica Talijana u Hrvatskoj (tal. Servizio bibliotecario centrale per la Comunita' nazionale italiana in Croazia).[1]

- Matična služba za narodne i školske knjižnice u Istarskoj županiji dodijeljena je Knjižnici 1995. godine. Matična služba obavlja stručni nadzor nad narodnim i školskim knjižnicama u Istarskoj županiji, prati njihovo poslovanje, stanje i potrebe. Savjetodavno pomaže knjižnicama i osnivačima u rješavanju organizacijskih problema, ustroju novih odjela i službi.

## Vanjske poveznice
- Službene stranice Gradske knjižnice i čitaonice Pula